# Liberty Hall (Dublin)

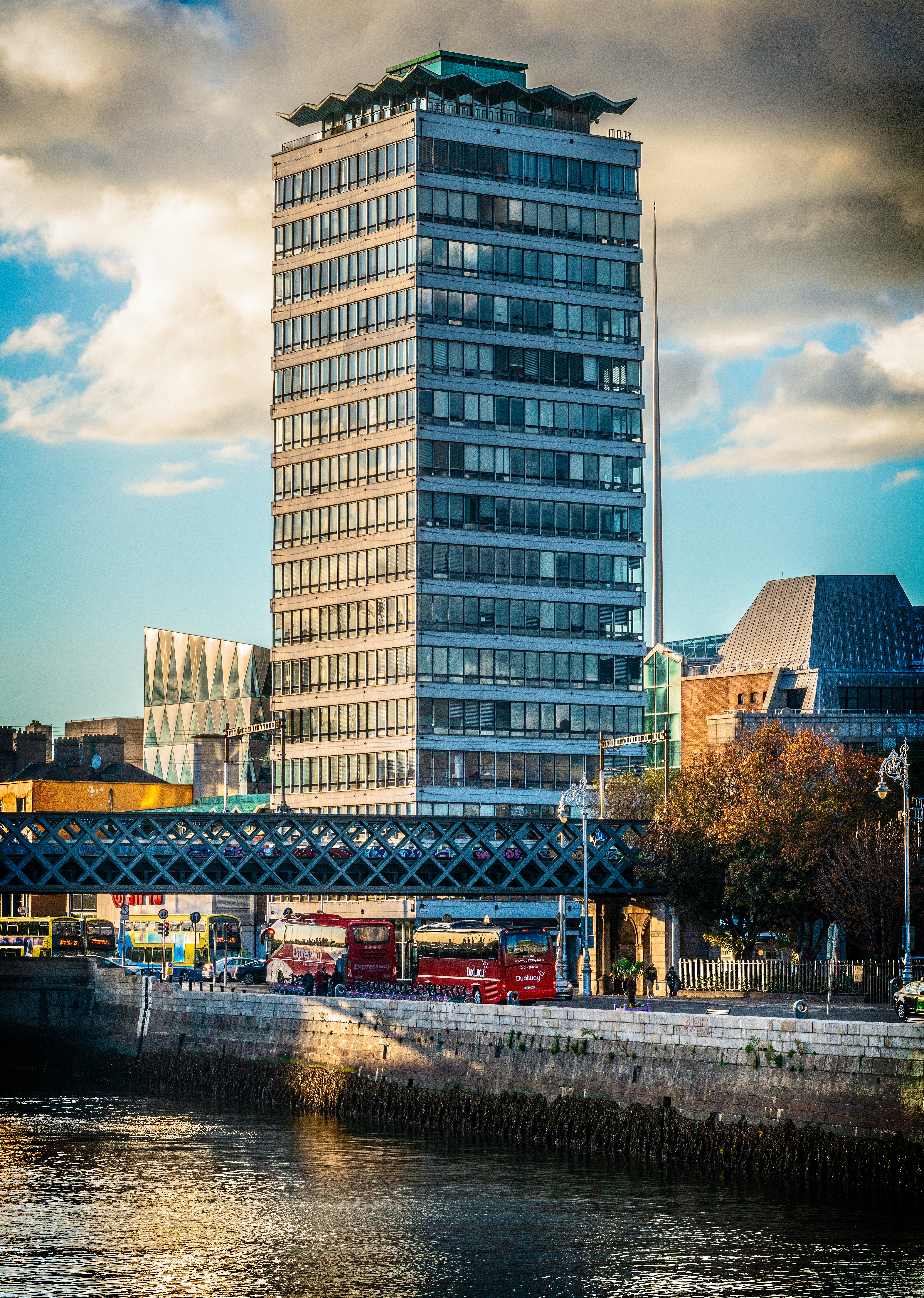
Liberty Hall

Liberty Hall (irisch Halla na Saoirse) ist ein 16-stöckiges, verglastes Bürohochhaus in Dublin. Es steht am Eden Quay, Ecke Beresford Place. Als es 1965 fertiggestellt wurde, war es kurzzeitig mit seinen 59,4 Metern Höhe das höchste Gebäude in Irland. Liberty Hall ist Sitz einer Gewerkschaft, der Services, Industrial, Professional, and Technical Union (SIPTU). Das Haus steht an einer historischen Stätte: der Vorgängerbau an gleicher Stelle, der ebenfalls Liberty Hall genannt wurde, war 1916 der Ausgangspunkt für den Osteraufstand.

## Liberty Hall heute
Das zwischen 1961 und 1965 erbaute Hochhaus entstand nach den Entwürfen des Architekten Desmond O’Kelly und wurde im Auftrag der Gewerkschaft Irish Transport and General Workers’ Union (ITGWU) ausgeführt. Die ITGWU schloss sich 1990 mit der Workers‘ Union of Ireland (WUI) zur heutigen SIPTU zusammen.
Das Gebäude zeichnet sich durch seine funktionale Ästhetik aus, mit seiner schlanken Form, seinen transparenten Strukturen und seiner spärlichen Verzierung. Das freitragende Kupferdach reduziert die visuelle Wirkung der Kernstruktur. Seine Glasfassade sollte für lichtdurchflutende Transparenz sorgen. Als die Fenster am 1. Dezember 1972 durch ein Autobomben-Attentat der Ulster Volunteer Force zerstört worden waren, wurden sie durch Scheiben aus reflektierendem Glas ersetzt.
Drei Jahre lang war die Liberty Hall das höchste Gebäude Irlands, bis sie 1968 von der 67 Meter hohen County Hall in Cork übertroffen wurde. Heute ist die Liberty Hall noch immer das fünfthöchste Gebäude in Dublin.
Zu Beginn der 2000er-Jahre plante die SIPTU, das Haus abzureißen und an seiner Stelle ein neues, 23-stöckiges und rund 100 Meter hohes Gebäude zu errichten. Als es dagegen Einsprüche gab, wurde das in solchen Fällen zuständige An Bord Pleanála angerufen, ein gesetzlich verankertes, gerichtliches Gremium. Dieses Planungsgremium lehnte den Bauantrag letztlich im November 2012 einstimmig ab, mit der Begründung, dass der geplante Neubau die Skyline der Stadt optisch stören würde und sich nachteilig auf die unter Denkmalschutz stehenden Gebäude in der O’Connell Street und der Grafton Street auswirken würde.
Das Gebäude beherbergt, neben den Büros und dem Schulungszentrum der Gewerkschaft, auch das Liberty Hall Theatre.
Seit 1996 steht gegenüber dem Eingang der Liberty Hall ein Denkmal zu Ehren von James Connolly, das von Éamonn O’Doherty geschaffen wurde.

## Liberty Hall damals

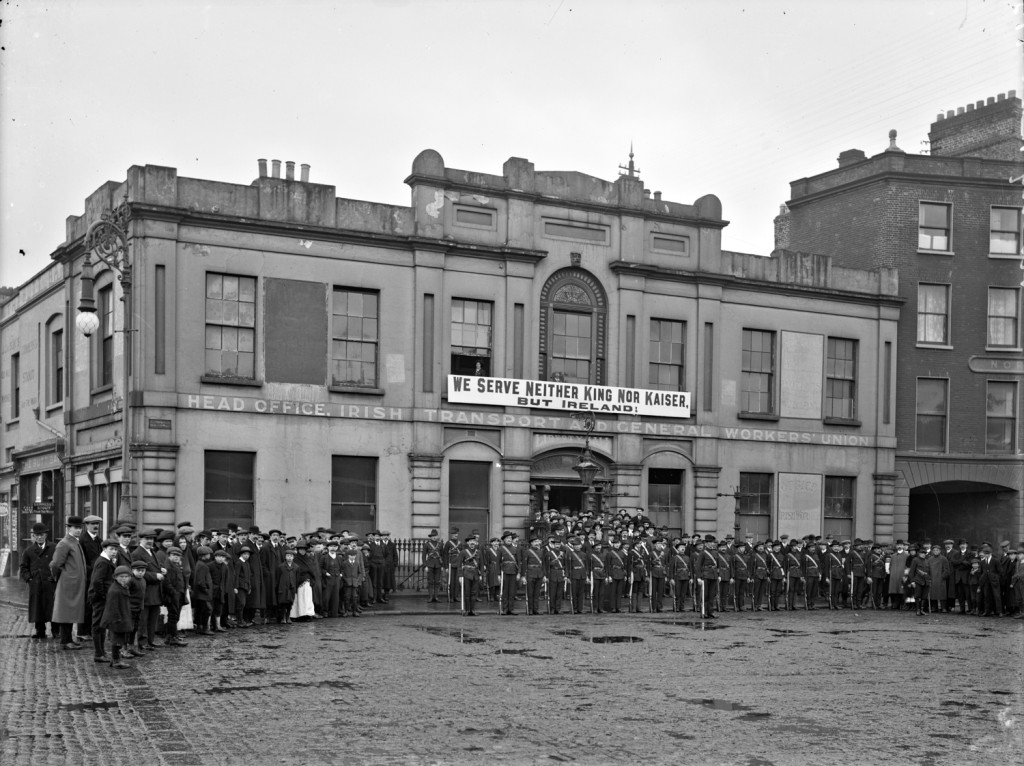
Liberty Hall, 1914

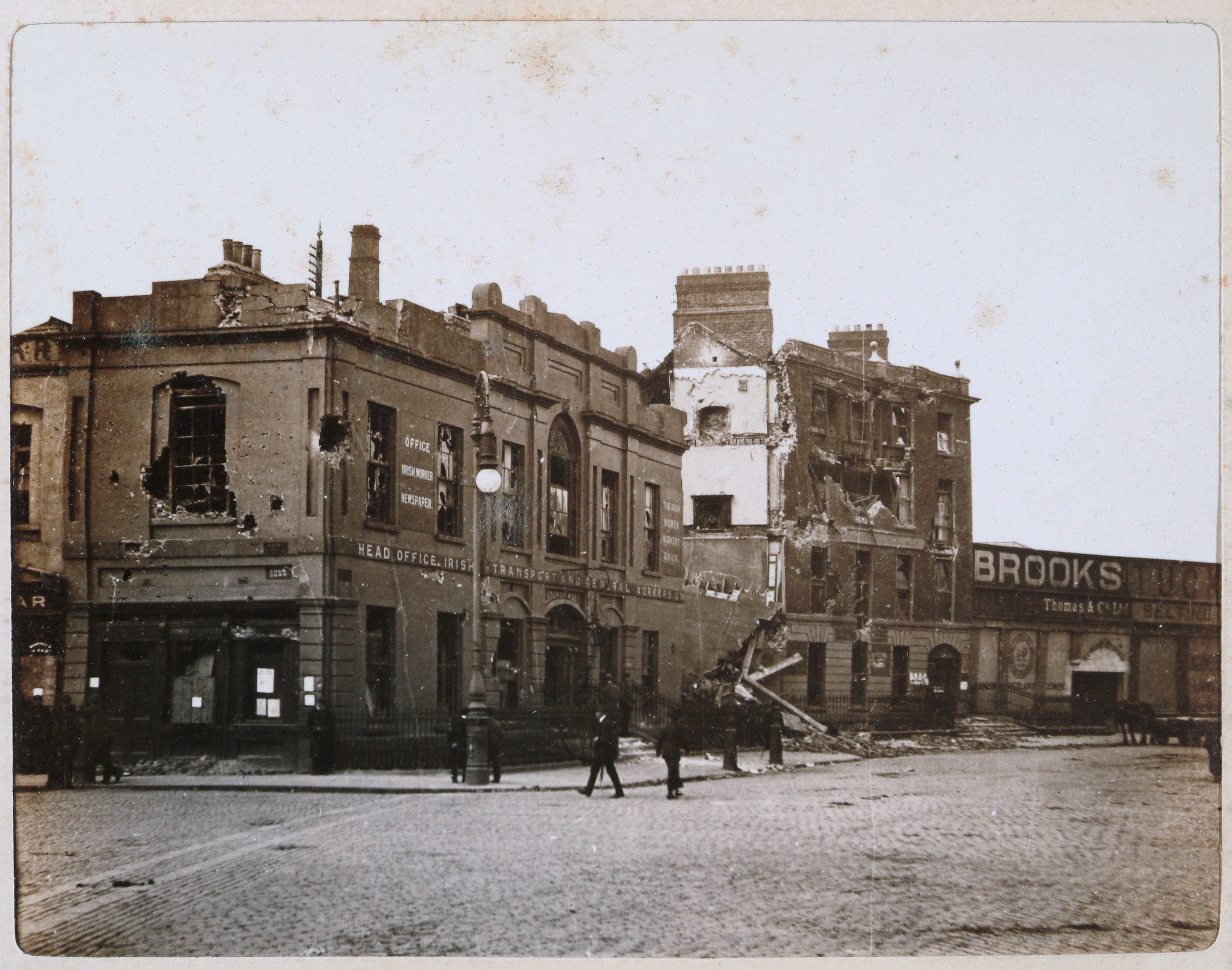
Liberty Hall, nach der Bombardierung 1916

Der ursprüngliche Bau an gleicher Stelle war im frühen 19. Jahrhundert von John Classon, einem wohlhabenden Dubliner Bürger, als Hotel errichtet worden. Schon das an diesem Ort belegte Northumberland Hotel war ein geschichtsträchtiger Ort. Als sich im Juli 1846 die Young Irelanders William Smith O’Brien und John Mitchell mit Daniel O’Connell in der Frage überwarfen, ob im Kampf um die Unabhängigkeit Irlands auch Gewalt eingesetzt werden dürfe, verließen sie die Versammlung in der Conciliation Hall am Burgh Quay und wechselten ins Northumberland Hotel.
1865 warb der Besitzer J. C. Joseph damit, dass das Hotel erheblich vergrößert, umgestaltet und im eleganten und komfortablen Stil neu möbliert worden sei.
Im März 1905 wurde das Gelände, auf dem das Hotel stand, in einer Ausgabe der Irish Independent als möglicher Platz für eine neue Technikschule, die im Norden der Stadt gebaut werden sollte, ausgewiesen.
Sieben Jahre später, 1912, als das Gebäude kaum noch als Hotel genutzt wurde, kaufte es James Larkin als Hauptquartier für die IGTWU und benannte es in Liberty Hall um.
Das große Haus war aufgrund seiner vorherigen Nutzung als Hotel von unschätzbarem Wert für die Gewerkschaft: da die alten Küchen im Erdgeschoss noch nutzbar waren, konnten sie im Dublin Lockout, dem großen Arbeitskampf von 1913, als Suppenküche für die Arbeiter genutzt werden, die dort von Hanna Sheehy-Skeffington, Maud Gonne und Constance Markiewicz betrieben wurde.
Nach dem Ende der Aussperrungen 1914 gründeten Jack White, James Larkin und James Connolly die Irish Citizen Army (ICA), die ihr Hauptquartier ebenfalls in der Liberty Hall bezog.
In der inzwischen im Gebäude untergebrachten Druckerei wurde die ICA-Zeitung The Irish Worker produziert. Im Vorfeld des Osteraufstands 1916 wurde die Liberty Hall auch als Munitionsfabrik genutzt. Die Oster-Proklamation, die am Ostermontag verlesene Unabhängigkeitserklärung der Republik Irland, wurde ebenfalls in der Liberty Hall gedruckt.
Am Ostermontag 1916 sammelten sich mittags die Mitglieder der ICA an der Liberty Hall, um von hier aus zum nahegelegenen Hauptpostamt und anderen Gebäuden, die gemeinsam mit den Irish Volunteers besetzt werden sollten, zu marschieren.
Als die britische Armee am Mittwoch, dem dritten Tag des Aufstands, ihre Stellungen bezogen hatte, war die Liberty Hall das erste Ziel ihrer Artillerie. Das Gebäude, das zu diesem Zeitpunkt jedoch schon weitestgehend geräumt worden war, wurde zudem vom Kanonenboot „Helga“ von der Liffey aus beschossen und schwer beschädigt.
Nachdem sie wiederaufgebaut worden war, blieb die Liberty Hall in ihrer Funktion als Gewerkschaftszentrale bestehen, bis das Gebäude im Laufe der 1950er-Jahre so baufällig geworden war, dass es abgerissen und durch den Neubau ersetzt wurde.